# Let Me Get 'Em
Let Me Get 'Em è un singolo promozionale del rapper statunitense Soulja Boy, per il suo primo album in studio Souljaboytellem.com. La canzone ha raggiunto la posizione numero 15 della Bubbling Under R&B/Hip-Hop Singles. 
Il rapper statunitense Lil Wayne, sulla stessa base musicale, ha realizzato un freestyle insieme a Gudda Gudda e Jae Millz per il suo mixtape Dedication 3.

## Videoclip
Il videoclip è stato presentato per la prima volta su BET nel febbraio del 2008. Il video musicale, che è stato realizzato completamente in bianco e nero, presenta Soulja Boy che balla insieme ai suoi amici e a delle ballerine. Alla fine del video, ne segue un altro di breve durata, della traccia Snap And Roll. Nel video è presente anche Hurricane Chris.

## Classifiche
| Classifica (2007-2008)                              | Posizione più alta |
| --------------------------------------------------- | ------------------ |
| U.S. Bubbling Under R&B/Hip-Hop Singles (Billboard) | 15                 |